# 周德站
周德站（：／ Judeok yeok */?）是位于韩国忠清北道忠州市周德邑的一个车站，属于忠北线。

## 历史
- 1928年12月25日 - 落成使用，当时的站名是大召院站。
- 1947年12月25日 - 改为现在名称。

## 相鄰車站
韓國鐵道公社
忠北線
蘇伊－周德－達川